# Campeonato Asiático de Futsal 2007
El Campeonato Asiático de Futsal 2007 se llevó a cabo en dos ciudades de Japón del 13 al 19 de mayo y contó con la participación de 16 selecciones nacionales mayores de Asia provenientes de una fase clasificatoria.
Irán venció en la final al anfitrión y campeón defensor Japón para ganar su octavo título continental.

## Fase de grupos

### Grupo A
| País       | G | E | P | GF | GC | Pts |
| ---------- | - | - | - | -- | -- | --- |
| Japón      | 3 | 0 | 0 | 30 | 2  | 9   |
| Tayikistán | 1 | 1 | 1 | 10 | 12 | 4   |
| Hong Kong  | 1 | 0 | 2 | 7  | 16 | 3   |
| Filipinas  | 0 | 1 | 2 | 4  | 21 | 1   |

| 13 de mayo de 2007 | Japón | 16 – 0  | Filipinas | Municipal Central Gymnasium, Osaka                     |                                                        |
|                    | Kogure 5' 14' 23' · Kanayama 9' 22' · Kishimoto 13' · Suzumura 15' 16' 24' 33' · Koyama 18' 32' · Komiyama 29' · Kitahara 31' · Higa 34' · Ono 37' | Reporte |           | Asistencia: 1,550 espectadores Árbitro(s): Li Zhizhong | Asistencia: 1,550 espectadores Árbitro(s): Li Zhizhong |

| 13 de mayo de 2007 | Tayikistán                                                       | 6 – 4   | Hong Kong                                                     | Municipal Central Gymnasium, Osaka                    |                                                       |
|                    | Faizullaev 2' · Khojaev 2' 30' · S. Jumaev 11' 33' · Ulmasov 38' | Reporte | Chu Kwok Leung 4' · So Sheung Kwai 8' · Kwok Yue Hung 10' 21' | Asistencia: 50 espectadores Árbitro(s): Kim Jang-kwan | Asistencia: 50 espectadores Árbitro(s): Kim Jang-kwan |

| 14 de mayo de 2007 | Filipinas       | 2 – 2   | Tayikistán                  | Municipal Central Gymnasium, Osaka                             |                                                                |
|                    | Zerrudo 25' 33' | Reporte | S. Jumaev 12' · Ulmasov 14' | Asistencia: 50 espectadores Árbitro(s): Abdulrahman Abdulqader | Asistencia: 50 espectadores Árbitro(s): Abdulrahman Abdulqader |

| 14 de mayo de 2007 | Hong Kong | 0 – 8   | Japón                                                              | Municipal Central Gymnasium, Osaka                         |                                                            |
|                    |           | Reporte | Fujii 4' 12' 19' · Kanayama 8' 23' · Kogure 11' 31' · Komiyama 35' | Asistencia: 200 espectadores Árbitro(s): Manouchehr Nazarí | Asistencia: 200 espectadores Árbitro(s): Manouchehr Nazarí |

| 15 de mayo de 2007 | Japón                                         | 6 – 2   | Tayikistán                      | Municipal Central Gymnasium, Osaka                          |                                                             |
|                    | Kogure 1' 3' · Komiyama 12' 35' · Ono 30' 33' | Reporte | S. Jumaev 13' · Davlatbekov 38' | Asistencia: 700 espectadores Árbitro(s): Mohammad Al-Haddad | Asistencia: 700 espectadores Árbitro(s): Mohammad Al-Haddad |

| 15 de mayo de 2007 | Hong Kong                                             | 3 – 2   | Filipinas           | Commemoration Park Gymnasium, Amagasaki               |                                                       |
|                    | So Sheung Kwai 1' · So Loi Keung 8' · Lo Kwan Yee 32' | Reporte | Nejadsafavi 32' 33' | Asistencia: 119 espectadores Árbitro(s): Scott Kidson | Asistencia: 119 espectadores Árbitro(s): Scott Kidson |

### Grupo B
| País       | G | E | P | GF | GC | Pts |
| ---------- | - | - | - | -- | -- | --- |
| Uzbekistán | 2 | 0 | 1 | 8  | 5  | 6   |
| Tailandia  | 2 | 0 | 1 | 17 | 7  | 6   |
| Kuwait     | 1 | 0 | 2 | 5  | 14 | 3   |
| Irak       | 1 | 0 | 2 | 9  | 13 | 3   |

| 13 de mayo de 2007 | Tailandia | 8 – 0   | Kuwait | Municipal Central Gymnasium, Osaka                       |                                                          |
|                    | Ekkapan Suratsawang 6' · Issarasuwipakorn 10' · Munjarern 13' 22' · Khumthinkaew 16' · Innui 21' · Janta 25' · Ekkapong Suratsawang 32' | Reporte |        | Asistencia: 300 espectadores Árbitro(s): Shinichi Hirano | Asistencia: 300 espectadores Árbitro(s): Shinichi Hirano |

| 13 de mayo de 2007 | Uzbekistán | 1 – 3   | Irak                         | Municipal Central Gymnasium, Osaka                           |                                                              |
|                    | Buriev 40' | Reporte | Abd-Ali 23' · Khalid 31' 32' | Asistencia: 100 espectadores Árbitro(s): Badrul Hisham Kalam | Asistencia: 100 espectadores Árbitro(s): Badrul Hisham Kalam |

| 14 de mayo de 2007 | Irak                                              | 4 – 7   | Tailandia                                                                                     | Municipal Central Gymnasium, Osaka                     |                                                        |
|                    | Khalid 20' · Abd-Ali 24' · Ghazi 27' · Khalil 35' | Reporte | Ekkapan Suratsawang 10' 11' 18' · Janta 15' 32' · Khumthinkaew 25' · Ekkapong Suratsawang 34' | Asistencia: 50 espectadores Árbitro(s): Kazuya Isokawa | Asistencia: 50 espectadores Árbitro(s): Kazuya Isokawa |

| 14 de mayo de 2007 | Kuwait | 0 – 4   | Uzbekistán                                     | Municipal Central Gymnasium, Osaka                    |                                                       |
|                    |        | Reporte | Buriev 12' 37' · Yusupdjanov 14' · Zakirov 38' | Asistencia: 50 espectadores Árbitro(s): Karim Sistani | Asistencia: 50 espectadores Árbitro(s): Karim Sistani |

| 15 de mayo de 2007 | Uzbekistán                   | 3 – 2   | Tailandia                            | Municipal Central Gymnasium, Osaka                          |                                                             |
|                    | Buriev 8' 28' · Tajibaev 29' | Reporte | Janta 30' · Ekkapong Suratsawang 39' | Asistencia: 50 espectadores Árbitro(s): Badrul Hisham Kalam | Asistencia: 50 espectadores Árbitro(s): Badrul Hisham Kalam |

| 15 de mayo de 2007 | Kuwait                                              | 5 – 2   | Irak                  | Commemoration Park Gymnasium, Amagasaki                     |                                                             |
|                    | Al-Othman 10' 35' · Al-Otaibi 22' 37' · Al-Nagi 40' | Reporte | Ghazi 12' · Abbas 36' | Asistencia: 101 espectadores Árbitro(s): Christopher Colley | Asistencia: 101 espectadores Árbitro(s): Christopher Colley |

### Grupo C
| País          | G | E | P | GF | GC | Pts |
| ------------- | - | - | - | -- | -- | --- |
| Kirguistán    | 2 | 1 | 0 | 14 | 7  | 7   |
| Australia     | 1 | 1 | 1 | 6  | 5  | 4   |
| Corea del Sur | 1 | 0 | 2 | 9  | 9  | 3   |
| Turkmenistán  | 1 | 0 | 2 | 4  | 12 | 3   |

| 13 de mayo de 2007 | Kirguistán                                      | 4 – 3   | Corea del Sur                                             | Commemoration Park Gymnasium, Amagasaki                     |                                                             |
|                    | Abdyraimov 4' 18' · Djetybaev 8' · Duvanaev 21' | Reporte | Mamatov 1' (a.g.) · Jeun Jun-young 17' · Lee Jong-yun 34' | Asistencia: 148 espectadores Árbitro(s): Prakongsuk Kuamala | Asistencia: 148 espectadores Árbitro(s): Prakongsuk Kuamala |

| 13 de mayo de 2007 | Australia | 0 – 1   | Turkmenistán | Commemoration Park Gymnasium, Amagasaki                     |                                                             |
|                    |           | Reporte | Tagayev 10'  | Asistencia: 201 espectadores Árbitro(s): Mohammad Al-Haddad | Asistencia: 201 espectadores Árbitro(s): Mohammad Al-Haddad |

| 14 de mayo de 2007 | Corea del Sur    | 1 – 3   | Australia                  | Commemoration Park Gymnasium, Amagasaki                    |                                                            |
|                    | Lee Jong-yun 25' | Reporte | Whyte 33' 40' · Wright 39' | Asistencia: 186 espectadores Árbitro(s): Mutrif Al-Qahtani | Asistencia: 186 espectadores Árbitro(s): Mutrif Al-Qahtani |

| 14 de mayo de 2007 | Turkmenistán | 1 – 7   | Kirguistán | Commemoration Park Gymnasium, Amagasaki            |                                                    |
|                    | Resulov 4'   | Reporte |            | Asistencia: 126 espectadores Árbitro(s): Ali Sabah | Asistencia: 126 espectadores Árbitro(s): Ali Sabah |

| 15 de mayo de 2007 | Kirguistán                      | 3 – 3   | Australia                            | Municipal Central Gymnasium, Osaka                     |                                                        |
|                    | Mamatov 26' 39' · Djetybaev 33' | Reporte | Vizzari 5' · Haydon 22' · Wright 26' | Asistencia: 50 espectadores Árbitro(s): Kazuya Isokawa | Asistencia: 50 espectadores Árbitro(s): Kazuya Isokawa |

| 15 de mayo de 2007 | Turkmenistán             | 2 – 5   | Corea del Sur                                                  | Commemoration Park Gymnasium, Amagasaki                   |                                                           |
|                    | Kanayev 28' · Orazov 40' | Reporte | Back Hyung-do 20' 24' 25' · Choi Yong-sun 39' · Kim In-woo 39' | Asistencia: 81 espectadores Árbitro(s): Manouchehr Nazarí | Asistencia: 81 espectadores Árbitro(s): Manouchehr Nazarí |

### Grupo D
| País    | G | E | P | GF | GC | Pts |
| ------- | - | - | - | -- | -- | --- |
| Irán    | 3 | 0 | 0 | 31 | 5  | 9   |
| Líbano  | 2 | 0 | 1 | 17 | 12 | 6   |
| China   | 1 | 0 | 2 | 4  | 12 | 3   |
| Malasia | 0 | 0 | 3 | 3  | 26 | 0   |

| 13 de mayo de 2007 | Irán                                                                                          | 8 – 4   | Líbano                           | Commemoration Park Gymnasium, Amagasaki                     |                                                             |
|                    | Taheri 6' 13' 32' · Asghari 12' · Shamsaei 17' · Heidarian 23' · Hashemzadeh 30' · Latifi 39' | Reporte | Atwi 6' 7' 36' · Abou-Chaaya 19' | Asistencia: 304 espectadores Árbitro(s): Christopher Colley | Asistencia: 304 espectadores Árbitro(s): Christopher Colley |

| 13 de mayo de 2007 | China                        | 2 – 0   | Malasia | Commemoration Park Gymnasium, Amagasaki                  |                                                          |
|                    | Li Xin 26' · Zhang Jiong 38' | Reporte |         | Asistencia: 144 espectadores Árbitro(s): Jassem Al-Khori | Asistencia: 144 espectadores Árbitro(s): Jassem Al-Khori |

| 14 de mayo de 2007 | Líbano                                | 4 – 2   | China                       | Commemoration Park Gymnasium, Amagasaki                |                                                        |
|                    | Takaji 11' 29' · Itani 15' · Said 34' | Reporte | Zhang Xiao 19' · Hu Jie 27' | Asistencia: 150 espectadores Árbitro(s): Nurdin Bukuev | Asistencia: 150 espectadores Árbitro(s): Nurdin Bukuev |

| 14 de mayo de 2007 | Malasia        | 1 – 15  | Irán | Commemoration Park Gymnasium, Amagasaki               |                                                       |
|                    | Fa. Karnim 28' | Reporte | Latifi 1' · Hashemzadeh 4' 14' 24' · Pariazar 5' 34' · Shamsaei 16' 17' 30' 31' 35' 40' · Mohammadi 17' 27' · Zahmatkesh 40' | Asistencia: 202 espectadores Árbitro(s): Scott Kidson | Asistencia: 202 espectadores Árbitro(s): Scott Kidson |

| 15 de mayo de 2007 | Irán | 8 – 0   | China | Municipal Central Gymnasium, Osaka                       |                                                          |
|                    | Asghari 7' 30' · Mohammadi 17' · Masoumi 24' · Taheri 34' · Zahmatkesh 36' · Hashemzadeh 38' · Pariazar 40' | Reporte |       | Asistencia: 500 espectadores Árbitro(s): Shinichi Hirano | Asistencia: 500 espectadores Árbitro(s): Shinichi Hirano |

| 15 de mayo de 2007 | Malasia                         | 2 – 9   | Líbano                                                                                      | Commemoration Park Gymnasium, Amagasaki                    |                                                            |
|                    | Fa. Karnim 11' · Fe. Karnim 17' | Reporte | Takaji 2' 5' 31' · Abou-Chaaya 4' 11' · Atwi 32' · Kharma 34' · Itani 38' · Iskandarani 40' | Asistencia: 152 espectadores Árbitro(s): Mutrif Al-Qahtani | Asistencia: 152 espectadores Árbitro(s): Mutrif Al-Qahtani |

## Fase final

### Cuartos de final
| 17 de mayo de 2007 | Uzbekistán                 | 3 – 1   | Tayikistán     | Municipal Central Gymnasium, Osaka                 |                                                    |
|                    | Odushev 8' · Buriev 9' 40' | Reporte | Faizullaev 23' | Asistencia: 100 espectadores Árbitro(s): Ali Sabah | Asistencia: 100 espectadores Árbitro(s): Ali Sabah |

| 17 de mayo de 2007 | Irán                                                                      | 8 – 0   | Australia | Commemoration Park Gymnasium, Amagasaki                  |                                                          |
|                    | Latifi 15' 37' · Hashemzadeh 16' 35' 36' · Masoumi 17' · Shamsaei 27' 31' | Reporte |           | Asistencia: 451 espectadores Árbitro(s): Shinichi Hirano | Asistencia: 451 espectadores Árbitro(s): Shinichi Hirano |

| 17 de mayo de 2007 | Japón                                                             | 9 – 6   | Tailandia                                           | Municipal Central Gymnasium, Osaka                            |                                                               |
|                    | Higa 9' 19' · Kogure 15' 29' 36' 37' 39' · Ono 15' · Suzumura 27' | Reporte | Janta 3' 12' · Saisorn 36' 38' 40' · Nueangkord 36' | Asistencia: 1,000 espectadores Árbitro(s): Mohammad Al-Haddad | Asistencia: 1,000 espectadores Árbitro(s): Mohammad Al-Haddad |

| 17 de mayo de 2007 | Kirguistán                          | 3 – 2 (t. s.) | Líbano                | Commemoration Park Gymnasium, Amagasaki              |                                                      |
|                    | Pestryakov 23' 24' · Abdyraimov 43' | Reporte       | Atwi 26' · Takaji 34' | Asistencia: 401 espectadores Árbitro(s): Li Zhizhong | Asistencia: 401 espectadores Árbitro(s): Li Zhizhong |

### Semifinales
| 18 de mayo de 2007 | Uzbekistán                             | 3 – 7   | Irán                                                                         | Municipal Central Gymnasium, Osaka                              |                                                                 |
|                    | Buriev 2' · Tajibaev 10' · Zakirov 34' | Reporte | Taheri 4' 5' · Asghari 10' · Pariazar 17' 28' · Keshavarz 24' · Shamsaei 39' | Asistencia: 600 espectadores Árbitro(s): Abdulrahman Abdulqader | Asistencia: 600 espectadores Árbitro(s): Abdulrahman Abdulqader |

| 18 de mayo de 2007 | Japón        | 1 – 0   | Kirguistán | Municipal Central Gymnasium, Osaka                   |                                                      |
|                    | Suzumura 12' | Reporte |            | Asistencia: 1,486 espectadores Árbitro(s): Ali Sabah | Asistencia: 1,486 espectadores Árbitro(s): Ali Sabah |

### Tercer lugar
| 19 de mayo de 2007 | Uzbekistán                                     | 5 – 3   | Kirguistán                         | Municipal Central Gymnasium, Osaka                        |                                                           |
|                    | Mamedov 11' · Buriev 15' 16' 40' · Odushev 28' | Reporte | Pestryakov 27' 29' · Djetybaev 35' | Asistencia: 3,051 espectadores Árbitro(s): Kazuya Isokawa | Asistencia: 3,051 espectadores Árbitro(s): Kazuya Isokawa |

### Final
| 19 de mayo de 2007 | Irán                                                   | 4 – 1   | Japón    | Municipal Central Gymnasium, Osaka                             |                                                                |
|                    | Latifi 15' · Taheri 26' · Shamsaei 31' · Mohammadi 37' | Reporte | Higa 37' | Asistencia: 5,289 espectadores Árbitro(s): Badrul Hisham Kalam | Asistencia: 5,289 espectadores Árbitro(s): Badrul Hisham Kalam |

## Campeón
| Campeonato Asiático de Futsal 2007 |
| --- |
| Irán 8º título |
| Asghar Ghahremani, Babak Masoumi, Mohammad Taheri, Mohammad Keshavarz, Mohammad Hashemzadeh, Javad Asghari Moghaddam, Ahmad Pariazar, Kazem Mohammadi, Vahid Shamsaei, Mohammad Reza Heidarian, Mostafa Nazarí, Mohammad Reza Zahmatkesh, Mansour Molaei, Majid Latifi |
| Entrenador: Hossein Shams |